# Campeonato da CONCACAF de Futebol Feminino Sub-20 de 2023
O Campeonato da CONCACAF de Futebol Feminino Sub-20 de 2023 foi a décima segunda edição do torneio organizado pela Confederação de Futebol da América do Norte, Central e Caribe (CONCACAF), sendo restrito a jogadoras com idade máxima de 20 anos. Foi realizado na República Dominicana entre 25 de maio a 4 de junho.
Assim como as edições anteriores, o torneio funcionou como as eliminatórias da CONCACAF para a Copa do Mundo de Futebol Feminino Sub-20. As quatro melhores equipes do torneio se classificaram para a Copa do Mundo de Futebol Feminino Sub-20 de 2024 na Colômbia como representantes da CONCACAF.
Os Estados Unidos defendia o título, tendo vencido as duas últimas edições do torneio. Na final, o México conquistou seu segundo título ao vencer os Estados Unidos por 2 a 1.

## Seleções qualificadas
A competição de qualificação foi realizada em abril de 2023. Seis das oito vagas da competição estavam em disputa, um número recorde de trinta e duas equipes foram sorteadas em seis grupos no total (dois grupos de seis e quatro grupos de cinco cada). e jogará em formato round-robin único em locais pré-definidos. As seis vencedoras dos grupos avançaram para a fase final do torneio. Além disso, os Estados Unidos e o México, as duas equipes melhores classificadas no ranking de futebol feminino sub-20 da CONCACAF de 29 de agosto de 2022, se qualificaram automaticamente.

### Seleções qualificadas
As seguintes equipes se classificaram para o torneio final.
| País                 | Método de qualificação                         | Data de qualificação    | Participações |
| -------------------- | ---------------------------------------------- | ----------------------- | ------------- |
| Estados Unidos       | Ranking da CONCACAF de futebol feminino sub-20 | 17 de fevereiro de 2023 | 12º           |
| México               | Ranking da CONCACAF de futebol feminino sub-20 | 17 de fevereiro de 2023 | 12º           |
| Panamá               | Vencedor do grupo B                            | 18 de abril de 2023     | 7º            |
| Jamaica              | Vencedor do grupo E                            | 18 de abril de 2023     | 12º           |
| Porto Rico           | Vencedor do grupo D                            | 19 de abril de 2023     | 3º            |
| República Dominicana | Vencedor do grupo C                            | 19 de abril de 2023     | 4º            |
| Canadá               | Vencedor do grupo A                            | 22 de abril de 2023     | 10º           |
| Costa Rica           | Vencedor do grupo F                            | 23 de abril de 2023     | 7º            |

## Fase de grupos
Os primeiros e segundos colocados dos grupos avançam para as semifinais.
Todos os horários são locais, AST (UTC–4).

## Fase final
Na fase eliminatória, se a partida estiver empatada ao final dos 90 minutos, será disputada a prorrogação e, se ainda persistir o empate, a partida será decidida na disputa por pênaltis (artigo 12.13 do regulamento).

### Esquema
|  | Semifinais                 | Semifinais                 |   |                            | Final                      | Final |  |
|  |                            |                            |   |                            |                            |       |  |
|  | 2 de junho – Santo Domingo |                            |   |                            |                            |       |  |
|  | México                     | 2                          |   |                            |                            |       |  |
|  | Canadá                     | 1                          |   |                            |                            |       |  |
|  |                            |                            |   |                            |                            |       |  |
|  |                            |                            |   |                            | 4 de junho – Santo Domingo |       |  |
|  |                            |                            |   |                            | México                     | 2     |  |
|  |                            | Estados Unidos             | 1 |                            |                            |       |  |
|  |                            |                            |   |                            |                            |       |  |
|  |                            |                            |   |                            |                            |       |  |
|  |                            |                            |   |                            | Terceiro lugar             |       |  |
|  | 2 de junho – Santo Domingo | 2 de junho – Santo Domingo |   | 4 de junho – Santo Domingo | 4 de junho – Santo Domingo |       |  |
|  | Estados Unidos             | 2                          |   | Canadá (pro)               | 5                          |       |  |
|  | Costa Rica                 | 1                          |   |                            | Costa Rica                 | 3     |  |

## Equipes classificadas para a Copa do Mundo de Futebol Feminino Sub-20
As quatro primeiras da competição se classificaram e representarão a CONCACAF na Copa do Mundo de Futebol Feminino Sub-20 de 2024, na Colômbia.
| Seleçã         | Data de qualificação | Aparições anteriores na Copa do Mundo FIFA de Futebol Feminino Sub-20 |
| -------------- | -------------------- | --------------------------------------------------------------------- |
| Estados Unidos | 2 de junho de 2023   | 10 (2002, 2004, 2006, 2008, 2010, 2012, 2014, 2016, 2018 e 2022)      |
| México         | 2 de junho de 2023   | 9 (2002, 2006, 2008, 2010, 2012, 2014, 2016, 2018, 2022)              |
| Canadá         | 4 de junho de 2023   | 8 (2002, 2004, 2006, 2008, 2012, 2014, 2016 e 2022)                   |
| Costa Rica     | 4 de outubro de 2023 | 3 (2010, 2014 e 2022)                                                 |

Em negrito estão as edições em que a seleção foi campeã.